# خاودا
خاودا Gouda  هي مدينة وبلدية غرب هولندا، في مقاطعة جنوب هولندا. وقد اشتهرت جودا التي مُنحت حقوق المدينة في عام 1272، بـ جبن الجودا وغليون التدخين وقاعة مجلس البلدية الذي يعود تاريخه للقرن الخامس عشر.
أُسست إحدى المستعمرات في العصور الوسطى، في الموقع الحالي للمدينة من قبل عائلة فان دير غوودا (Van der Goude)، التي قامت ببناء القلعة المحصنة إلى جانب ضفتي نهر جووي (Gouwe)، الذي استمدت منه العائلة والمدينة اسميهما. وكانت المنطقة أصلاً عبارة عن أرض سبخة، لكنها تطورت على مدى قرنين من الزمان. وفي عام 1225، تم ربط نهر جووي بإحدى القنوات وتحول المصب إلى ميناء. وكانت مجموعة الكنائس وغيرها من المباني التاريخية الموجودة في غوودا سببًا في شهرتها وجعلها مقصدًا سياحيًا لرحلات اليوم الواحد.

## نبذة تاريخية
(Joan Blaeu)

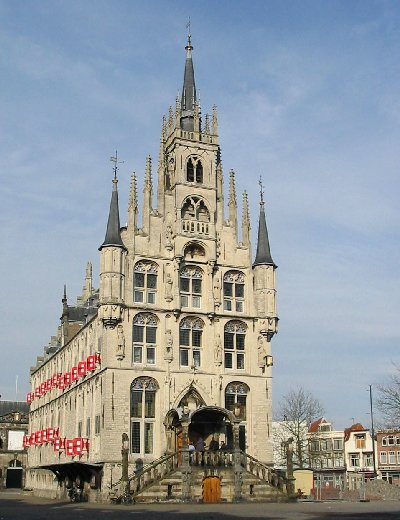
مبنى مجلس مدينة جودا الذي يرجع إلى القرن الخامس عشر

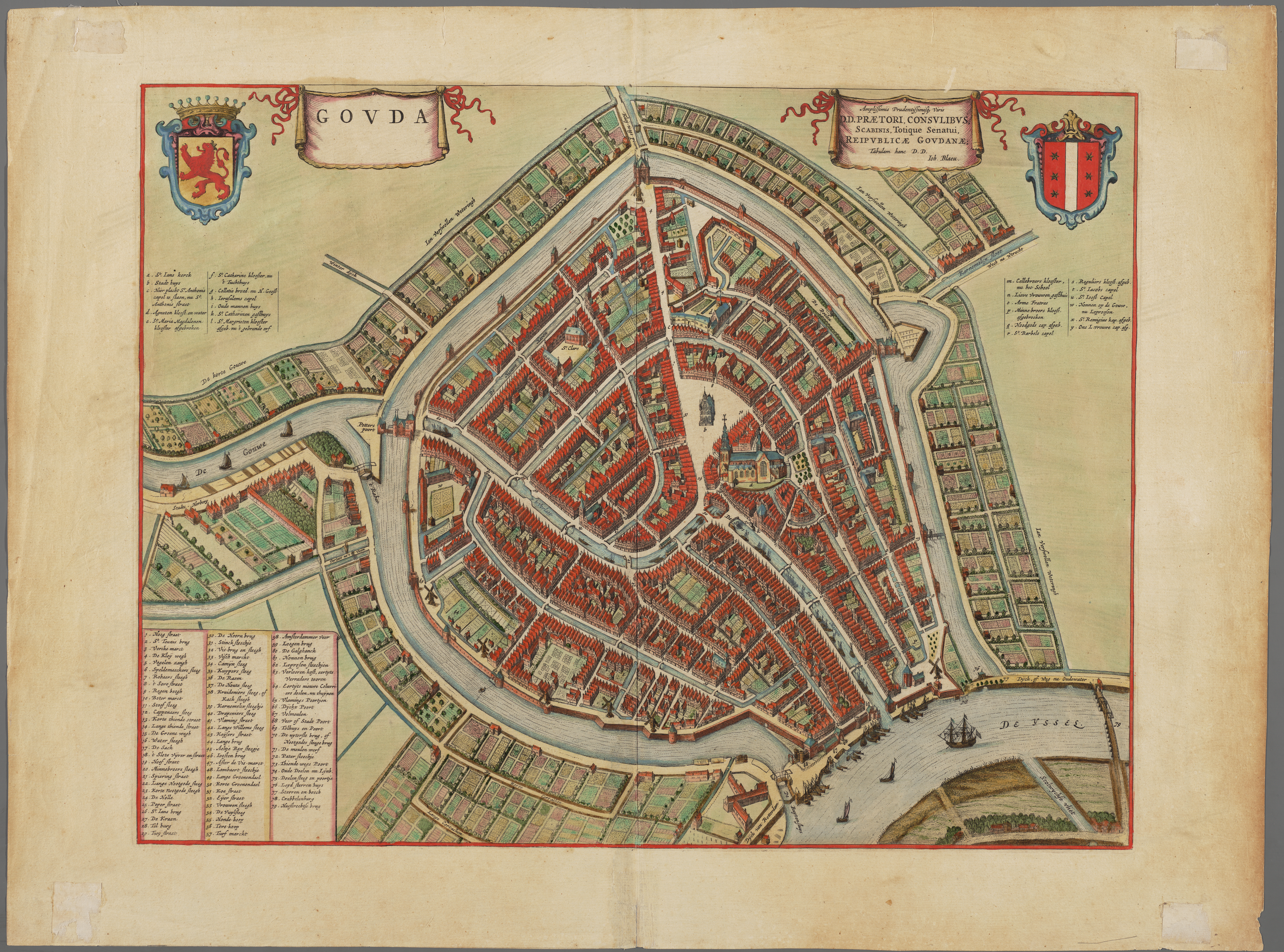
وسط مدينة جودا في عام 1650، للفنان جوان بلاو

في حوالي عام 1100، كانت المنطقة التي تقع فيها جودا الآن منطقة مستنقعية ومغطاة بغابة من النباتات العضوية، وكان يقطعها خِلجان صغيرة مثل نهر جووي. وعلى طول شواطئ النُهيرات الصغيرة القريبة من السوق الحالي ومجلس البلدية، بدأ حصاد مستنقعات الخث في القرنين الحادي عشر والثاني عشر. وفي عام 1139، ذُكر اسم جودا لأول مرة في بيان لـ أسقف أوترخت.
وفي القرن الثالث عشر، ارتبط نهر جووي بنهر أودي راين (راين القديم) عن طريق قناة يقع مصبها في هولنديز إزيل والذي أصبح لاحقًا ميناء. وبُنيت قلعة جودا لحماية هذا الميناء. واستخدم طريق الشحن هذا في التجارة بين فلاندرز وفرنسا مع هولندا وبحر البلطيق. وفي عام 1272، منح فلوريس الخامس، كونت هولندا، حقوق مدينة لمدينة جودا، والتي ما لبثت أن أصبحت إحدى المناطق المهمة. تم حفر قنوات في المدينة واستخدمت كوسائل للنقل بداخلها.
إلا أن الحرائق الهائلة التي نشبت في عامي 1361 و1438 دمرت المدينة عن بكرة أبيها. واُحتلت المدينة في عام 1572، من قبل المتسولين (المتمردون الهولنديون ضد الملك الإسباني) الذين قاموا أيضًا بجرائم إحراق المدينة وتدميرها. وبدأ هدم قلعة جودا في عام 1577.
تعرضت جودا لوباء الطاعون في الأعوام 1574 و 1625 و 1636 و 1673، وكان آخرها أشدها: حيث توفي 2995 شخصًا، وهو ما يقدر بحوالي 20% من سكانها.
وأطاحت بجودا أزمات اقتصادية مدمرة في الربع الأخير من القرن السادس عشر. حيث استفاقت منها في النصف الأول من القرن السابع عشر وازدهرت في الفترة بين عامي 1665 و1672. ولكن اقتصادها انهار ثانية عندما اندلعت الحرب في عام 1672 وأهلك وباء الطاعون المدينة في عام 1673، والذي أثر حتى على مجال صناعة الأنابيب. وبعد عام 1700، استمتع شعب جودا بفترة من التقدم والازدهار حتى عام 1730. وما لبث أن تلاها فترة ركود أخرى، مما أدى إلى طول فترة الاضمحلال والتي أدت لفترة ركود طويلة استمرت للقرن التاسع عشر. واعتبرت جودا من أفقر المدن في البلاد في هذه الفترة الزمنية: حيث اعتبر مصطلحا «جوداني» (أي من سكان جودا) و«متسول» مترادفين.
وبدأ هدم جدران المدينة في عام 1830. هدم آخر باب للمدينة في عام 1854. وبداية من النصف الثاني في القرن التاسع عشر فصاعدا بدأت جودا في جني ثمار التحسن في الحالة الاقتصادية. حيث بدأت شركات جديدة في العمل في جودا مثل استيارين كارسينفابريك (Stearine Kaarsenfabriek) (مصنع شمع الاستيارين) و المغازل الميكانيكية (Machinale Garenspinnerij) (طاحونة الغزل الميكانيكية)، كقوة دافعة لاقتصادها. وفي عام 1855، بدأ تشغيل خط السكك الحديدية بين جودا وأوترخت. وفي بداية القرن العشرين، بدأت التنمية على نطاق واسع، وامتدت حدود المدينة إلى ما بعد الخنادق المائية المحيطة بها. وكانت أولى الأحياء الجديدة التي بُنيت فيها هي كورت أكيرن (Korte Akkeren) وكورت هارلم (Kort Haarlem) وكاديبورت (Kadebuurt)، وتبعتها أوستيروي (Oosterwei) وبلومندال (Bloemendaal) وجفرويل (Goverwelle) بعد الحرب العالمية الثانية.
ومنذ عام 1940 فصاعدًا، بدأ ملء الخنادق المائية للمدينة القنوات مرة أخرى،: مثل نيو هافن (Nieuwe Haven) ورام (Raam) ونايرسترات (Naaierstraat) وأكتير دي فيزماركت (Achter de Vismarkt). ولكن عملية ملء الخنادق المائية وقنوات المدينة توقفت مرة أخرى، بسبب احتجاجات المقيمين في المدينة والسياسات المعدلة لمخططي المدينة، نظرًا لأنهم يعتبرونها حاليًا ذات قيمة تاريخية. ودُمرت محطة السكة الحديدية للمدينة في عام 1944، أثناء قصف الحلفاء بالقنابل، مما تسبب في مقتل 8 أفراد وجرح 10 آخرين. حيث كان هذا القصف يهدف في الأساس إلى تدمير خط السكك الحديدية الذي يربط بين لاهاي وروتردام حتى أوترخت.
وبعد الحرب، بدأت المدينة في التوسع حتى وصلت ثلاثة أضعاف حجمها تقريبًا. ومن ثم بُنيت أحياء جديدة، مثل جودا أوست وبلومندال وجفرويل. وعلى مدى السنوات الماضية كان هناك تغيير من توسيع المدينة نحو التجديد الحضري والاستطباق.

## الاقتصاد

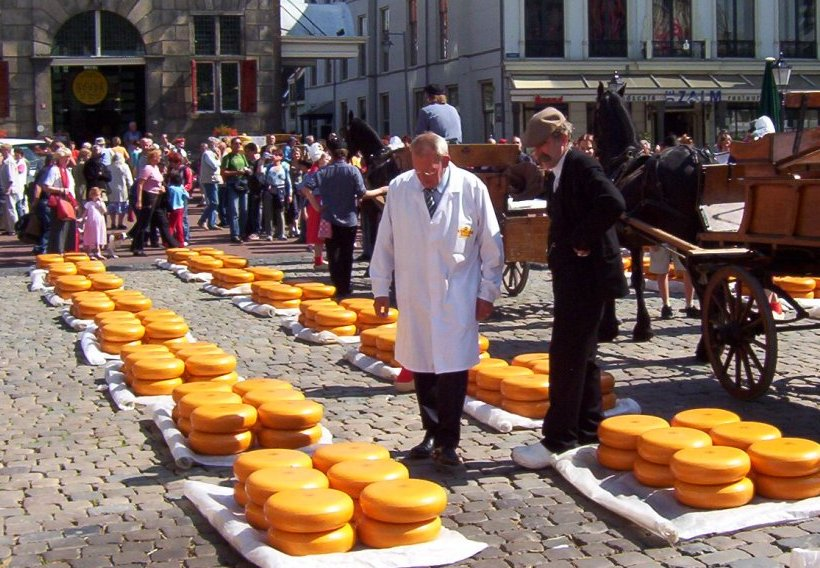
سوق جودا للجبن

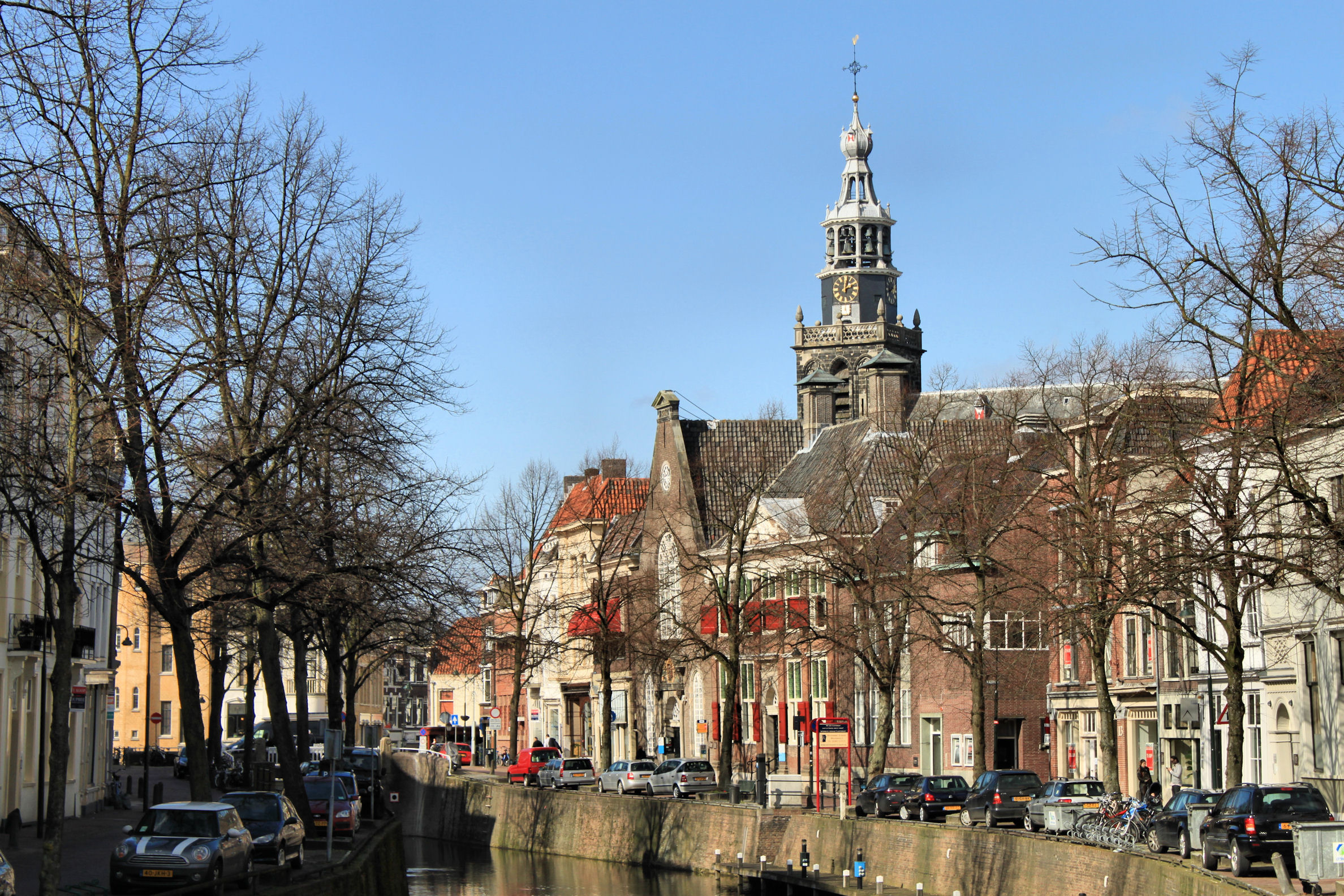
القنوات في جودا.

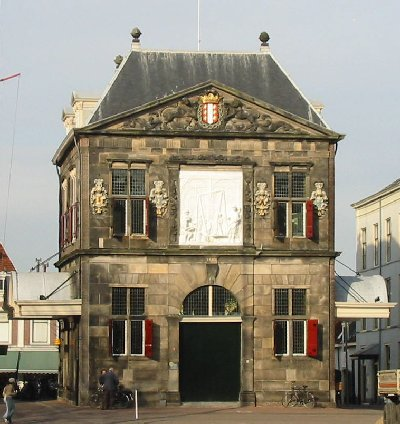
الموازين (مصلحة الموازين).

اشتهرت مدينة جودا عالميًا بـ جبن الجودا، التي لا تزال تباع في سوق جودا للجبن، الذي يعقد كل خميس. وكانت مشهورة في السابق بصناعة الشموع وغليون التدخين والكعك السكري. واعتادت جودا صناعة البياضات الكبيرة وعدد من مصانع الجعة.
ولم تكن الجبن التي اشتهرت بها جودا على نطاق عالمي تصنع في المدينة نفسها ولكنها تصنع في المنطقة المحيطة. ولكنها استمدت اسمها لكونها تباع في جودا حيث فرض مجلس المدينة ضوابط صارمة للجودة.
ويعتمد الاقتصاد في وسط المدينة على السياحة الداخلية والترفيه والبيع بالتجزئة، بينما تقع المكاتب الحكومية في ضواحي المدينة. ويوجد بالمدينة حاليًا ما يزيد عن 32000 فرصة عمل، حيث تأتي الأعمال التجارية وخدمات الرعاية الصحية في المقام الأول.

## طوبوغرافيا
خريطة طوبوغرافية هولندية لبلدية خاودا، سبتمبر 2014، (تقرأ بعد ثلاث نقرات على الخريطة).

## أماكن الجذب
- أنشئ مقر مجلس المدينة القديم في حي السوق - في الفترة بين عامي 1448 و1450، والذي يعتبر واحدًا من أقدم مجالس المدينة في هولندا والذي تم إنشاؤه على الطراز القوطي.
- الموازين (مصلحة الموازين) - أنشئ هذا المبنى في عام 1667 على الجانب الآخر من مقر مجلس المدينة القديم، ويستخدم هذا المبنى لوزن البضائع (خاصة الجبن) لفرض الضرائب عليها. ويُعد حاليًا نصبًا تذكاريًا قوميًا. ويوجد به الآن متحف صغير للجبن.
- غروت أو سانت جانسكيرك (كنيسة القديس يوحنا العظيم) - أطول كنيسة في هولندا، اشتهرت بالنوافذ ذات الزجاج المعشق والتي بنيت في الفترة بين عام 1530 وعام 1603، وتعد أهم مجمع للزجاج المعشق في هولندا. وحتى في القرن السابع عشر، كانت هذه الكنيسة مركزًا للجذب السياحي في المدينة.
- متحف جودا- هو متحف عن التاريخ والفنون في المدينة.
- متحف فيرزيتس Verzets - هو متحف عن المقاومة في أثناء الحرب العالمية الثانية في هولندا.
- سوق الجبن - يعقد كل خميس أثناء فصل الصيف.
- متحف هافن جودا - ميناء صغير به سفن تاريخية.
- غوودزي سكوبورج (Goudse Schouwburg) - هو مسرح كبير.
- وايرسلويس (هويس واير) - وهو هويس تاريخي في هولنديز إزيل شرق غوودا.

## النقل
تتميز جودا بوجود محطتي سكك حديدية: جودا وجودا وجفرويل. وتعمل محطة السكة الحديدية الرئيسية على خدمة الربط بين مدن لاهاي وروتردام وأوترخت والقطارات المحلية إلى أمستردام وألفن آن دن راين/ليدن.
وتقع المدينة أيضًا بجانب إيه 12 وإيه 20 الطرق السريعة.

## العلاقات الدولية

### توأمة المدن
عقدت جودا اتفاقيات توأمة مع:
- غلوستر (Gloucester) في إنجلترا، منذ عام 1972.
- كونيغسبرغ (Kongsberg)، النرويج، منذ عام 1956.
- سولينغن (Solingen) في ألمانيا، منذ عام 1957.

## أبرز مواطني جودا
- جيرارد ليو (Gerard Leeu) (من 1445 حتى 1493)، هو أحد المعاصرين الأُول لـ الخطوات التمهيدية الأولى في شمال هولندا.
- دسيدريوس إراسموس (Desiderius Erasmus) (من 1466 حتى 1536)، هو الفيلسوف والأديب (رغم أن الشائع أن إيراسموس دي روتيروداموس ولد في روتردام).
- أدريان فلاك (Adriaan Vlacq) (من 1600 حتى 1667)، هو عالِم رياضيّات وناشر.
- جيرارد كامفويسين (Gerard Kamphuisen)، هو الذي يقال إنه اخترع شراب عصير الفاكهة في عام 1810.
- بيتر يوهانس فان راين (Pieter Johannes van Rhijn) (من 1886 حتى 1960)، عالم فلكي.
- ليو فرومان (Leo Vroman) (ولد عام 1915)، شاعر.
- ديك فان دايك (Dick van Dijk) (من 1946 حتى 1997)، هو لاعب كرة قدم شهير.
- جون دي ويت (John de Wit) (ولد عام 1956)، معماري شهير.
- أد ميلكرت (Ad Melkert) (ولد عام 1956)، سياسي.
- إد دي غوي (Ed de Goey) (ولد عام 1966)، حارس المرمى السابق للمنتخب الهولندي الوطني لكرة القدم.
- ماركو دي غوي (Marco de Goeij) (ولد عام 1967)، هو مجدد المقطوعة الموسيقية المفقودة كونشرتو للمجموعة والأوركسترا لـ جون لورد.
- رينيه فان دير وودن (René Van Der Wouden) (ولد عام 1972)، موسيقي فرقة العصر الجديد.
- أندريا نويت (Andrea Nuyt) (ولد عام 1974)، لاعب تزلج على الجليد.
- مارغريتا ويفر (Margrieta Wever) (ولدت عام 1978)، موديل ومؤلف.
- بولين فان دوتيكوم (Paulien van Deutekom) (ولد عام 1981)، لاعب تزلج على الجليد.
- ليون دي جونغ (Léon de Jong) (ولد عام 1982)، سياسي.
- جولان يوسف (Golan Yosef) (ولد عام 1984)، ممثل وراقص.

## معرض صور

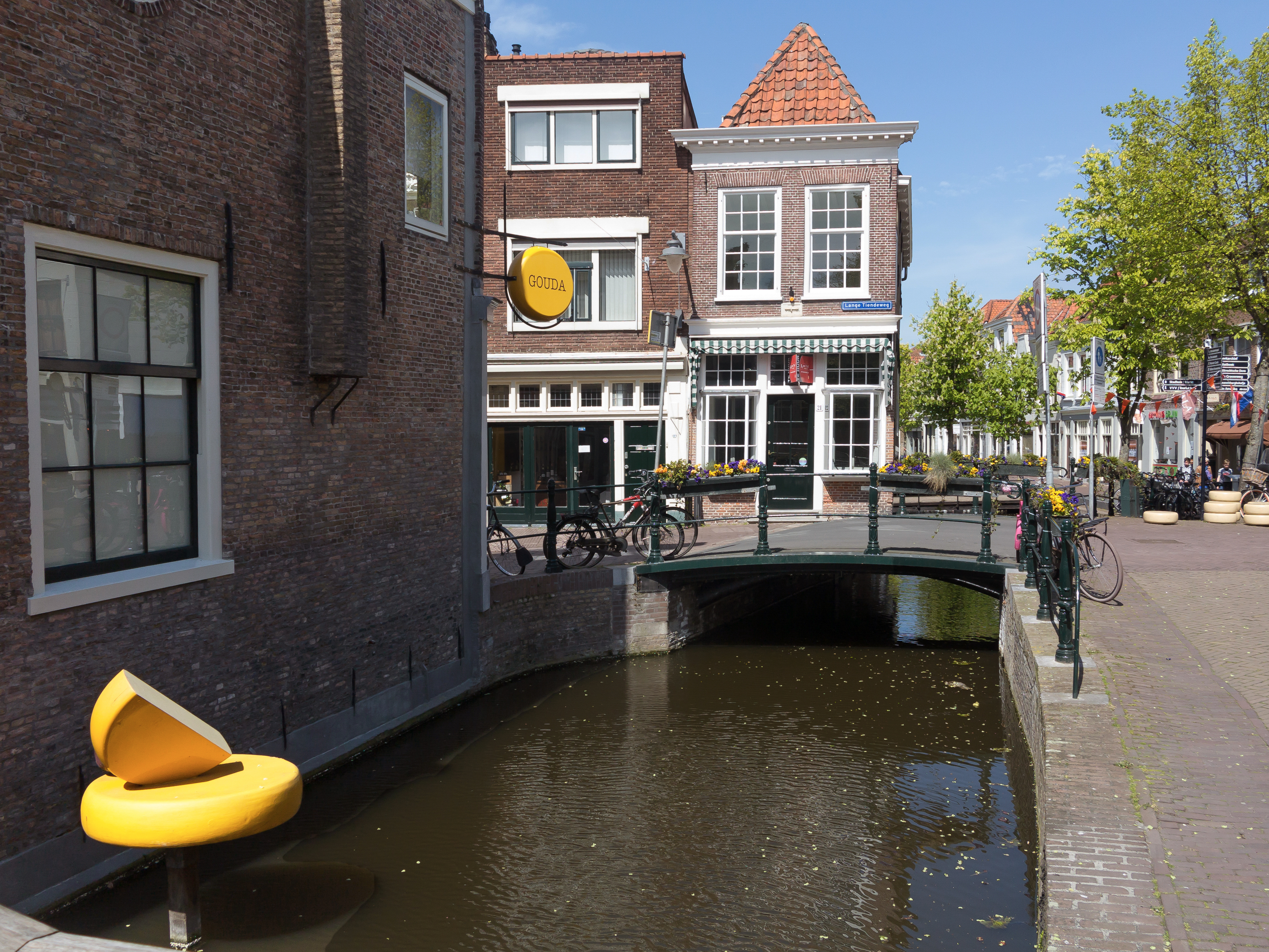
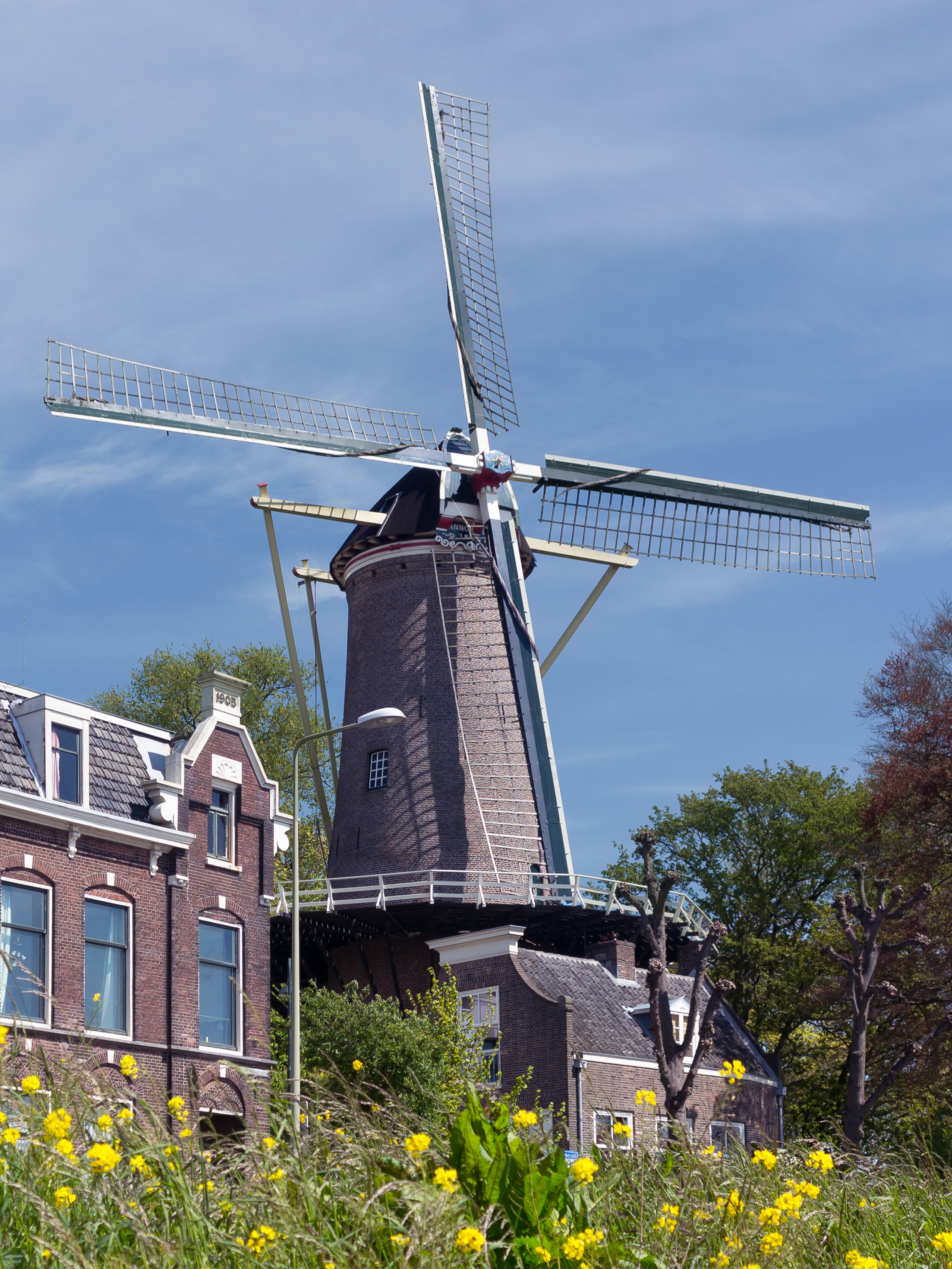
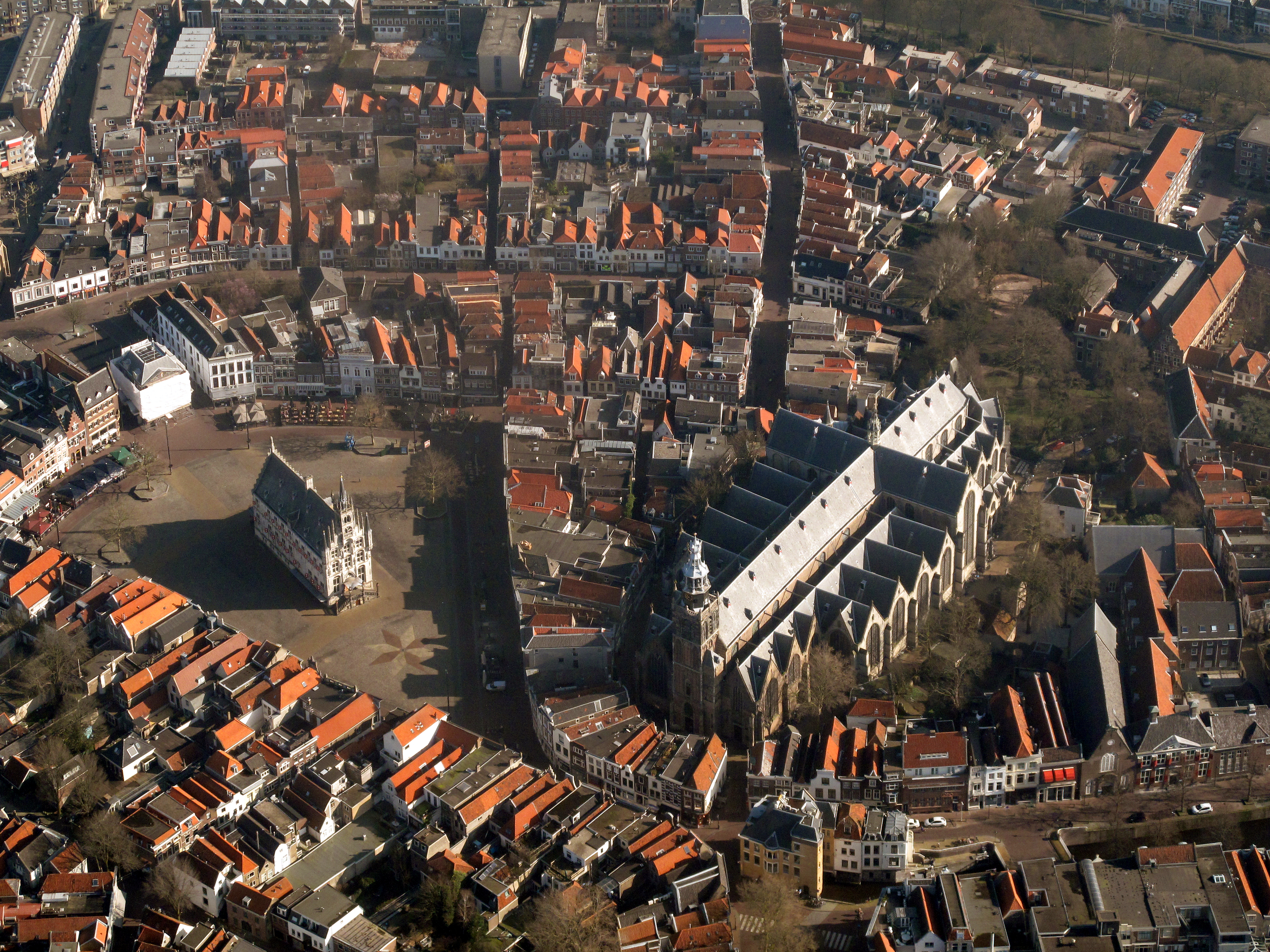

## وصلات خارجية
- [<a href="http://www.gouda.nl/">http://www.gouda.nl/</a> Official website for the city of Gouda] (in Dutch)
- [<a href="http://www.plattegronden.nl/gouda/">http://www.plattegronden.nl/gouda/ نسخة محفوظة 9 فبراير 2007 على موقع واي باك مشين.</a> Map of the city]
- [<a href="http://stadgouda.woelmuis.nl/">http://stadgouda.woelmuis.nl/</a> A collection of old pictures and drawings of Gouda. (A journey through the past)]
- [<a href="http://www.sintjan.com/">http://www.sintjan.com/</a> Virtual Tour of St. Johns church (Sint Janskerk) Gouda]